# Patricio Graff
Patricio Andrés Graff (Rosario, 18 novembre 1975) è un allenatore di calcio ed ex calciatore argentino con cittadinanza italiana, di ruolo difensore.

## Palmarès

### Giocatore

#### Competizioni nazionali
- Campionato olandese: 1

Feyenoord: 1998-1999

#### Competizioni internazionali
- Coppa CONMEBOL: 1

Rosario Central: 1995

### Allenatore

#### Competizioni nazionali
- Primera B: 1

Coquimbo Unido 2018